# México en los Juegos Paralímpicos de París 2024
México participó en los Juegos Paralímpicos de París 2024. El responsable del equipo paralímpico es el Comité Paralímpico Mexicano, así como las federaciones deportivas nacionales de cada deporte con participación.Con 17 medallas (3 de oro, 6 de plata y 8 de bronce) fue la vigésima tercera nación con mayor número de medallas.

## Medallistas
El equipo paralímpico mexicano ha obtenido las siguientes medallas:
| Nombre                  | Deporte                   | Evento                    |
| ----------------------- | ------------------------- | ------------------------- |
| Oro                     |                           |                           |
| Gloria Zarza            | Atletismo                 | Peso F54 femenino         |
| Juan Pablo Cervantes    | Atletismo                 | 100 m T54 masculino       |
| José Arnulfo Castorena  | Natación                  | 50 m braza SB2 masculino  |
| Plata                   |                           |                           |
| Gilda Guadalupe Cota    | Atletismo                 | Peso F33 femenino         |
| Edgar Ulises Fuentes    | Atletismo                 | Jabalina F54 masculino    |
| Haideé Aceves           | Natación                  | 50 espalda S2 femenino    |
| Haideé Aceves           | Natación                  | 100 espalda S2 femenino   |
| Ángel de Jesús Camacho  | Natación                  | 50 espalda S4 masculino   |
| Luis Mario Nájera       | Taekwondo                 | –80 kg masculino          |
| Bronce                  |                           |                           |
| Rosa María Guerrero     | Atletismo                 | Disco F55 femenino        |
| Osiris Machado          | Atletismo                 | Disco F64 femenino        |
| Amalia Pérez            | Levantamiento de potencia | –61 kg femenino           |
| José de Jesús Castillo  | Levantamiento de potencia | –107 kg masculino         |
| Ángel de Jesús Camacho  | Natación                  | 100 libre S4 masculino    |
| Ángel de Jesús Camacho  | Natación                  | 150 estilos SM4 masculino |
| Jesús Alberto Gutiérrez | Natación                  | 400 libre S6 masculino    |
| Juan Diego García       | Taekwondo                 | –70 kg masculino          |